# Historické centrum Petrohradu a související skupiny památek
Historické centrum Petrohradu a související skupiny památek je jedním z prvních objektů světového dědictví UNESCO v Rusku (respektive SSSR). Na seznam byl zanesen roku 1990 na 14. zasedání spolu s dalšími čtyřmi památkami Sovětského svazu.
Zprvu se uvažovalo o zápisu jednotlivých památek v Petrohradu a okolí. Nakonec však převládno přesvědčení, že hodnota komplexu historických a přírodních památek Leningradské oblasti, zformovaného během relativné krátkého období mimořádným úsilím ruského státu, převyšuje hodnotu jeho jednotlivých částí. Památky tak byly zapsány jako jeden celek.

## Význam
Objekt Historické centrum Petrohradu a související skupiny památek se stal jedním z prvních případů, kdy byl na seznam UNESCO zanesen ohromný kulturní a přírodní komplex, na jehož území se aktivně hospodaří a žijí tam stovky tisíc lidí. Byly sem zařazeny i objekty, jejichž spojitost s cenrtem Petrohradu je dosti vzdálená, jako například staroruská pevnost Orešek na Ladožském jezeře či Lindulovský háj. Příměstské zóny nezahrnují pouze palácové a parkové komplexy, ale i přírodní krajiny či průmyslové památky (Sestrorecká zbrojovka). Uchování takovéhoto obrovského areálu je velmi složité, o čemž svědčí i vyškrtnutí Labského údolí v Drážďanech ze seznamu roku 2009 kvůli výstavbě nového mostu přes Labe.

## Ohrožení
Pozornost organizace UNESCO vzbudila plánovaná stavba mrakodrapu Ochta-centrum v Petrohradu, 396 m vysoké stavby v blízkosti historického centra. Roku 2007 na svém shromáždění na Novém Zélandu doporučila komise na základě podkladů dodaných ruskou stranou, aby ruské orgány pozastavily realizaci projektu a nevydávaly stavební povolení, dokud nebude provedeno další šetření ve věci možného ohrožení chráněného objektu. Roku 2010 byl nakonec projekt Ochta-centra zamražen a odložen na neurčito.
Problémem je také velmi neutěšený stav některých památek. Historické centrum Petrohradu a mnohé jiné turisticky atraktivní památky jsou sice udržovány v perfektním stavu, avšak vojenským pevnostem či některým odlehlejším památkám není věnována téměř žádná péče. Například palác v Ropše, poškozený požárem na začátku 90. let, se roku 2010 z velké části zřítil. Palác v Gostilicích byl silně poničen boji 2. světové války, doposud však nebyly učiněny žádné kroky k jeho obnovení. K opravě pevnosti Imperátor Alexandr I. byla roku 2016 teprve připravována dokumentace.

## Poloha jednotlivých památek
| historické centrum Kronštadt pevnosti Kronštadtu Puškin (město) Pavlovsk Pulkovská hvězdárna Klášter sv. Sergeje Strelna Michajlovka Znamenka Petěrgof Vlastní chata Sergijevka Lomonosov Bogoslovka Šuvalovský park Rezidence Vjazemských Sestrorecký razliv Penaty Komarovský vesnický hřbitov Památky na území Petrohradu |

| Koltušská vyvýšenina Jukkovská vyvýšenina Lindulovský háj Dudergofské výšiny, Ižorský výběžek pevnost Orešek, Šlisselburg Ropša Gostilicy Tajcy Gatčina Památky mimo území Petrohradu |

## Seznam zapsaných památek
| #       | Obrázek | Název | Místo                                         |
| ------- | ------- | --- | --------------------------------------------- |
| 540-001 |         | Historické centrum Petrohradu | Petrohrad                                     |
| 540-002 |         | Stará část města Kronštadt | Petrohrad město Kronštadt                     |
| 540-003 |         | Pevnosti Kronštadtu | Petrohrad město Kronštadt Finský záliv        |
| 540-004 |         | Stará část města Šlisselburg | Leningradská oblast město Šlisselburg         |
| 540-005 |         | pevnost Orešek | Leningradská oblast město Šlisselburg         |
| 540-006 |         | Palácové a parkové komplexy města Puškin a jeho historické centrum | Petrohrad město Puškin                        |
| 540-007 |         | Paláce a parky města Pavlovsk a jeho historické centrum | Petrohrad město Pavlovsk                      |
| 540-008 |         | Pulkovská hvězdárna | Petrohrad Pulkovské výšiny                    |
| 540-009 |         | Palácový a parkový komplex v Ropše | Leningradská oblast město Ropša               |
| 540-010 |         | Palácový a parkový komplex v Gostilicích | Leningradská oblast vesnice Gostilicy         |
| 540-011 |         | Palácový a parkový komplex v Tajcích | Leningradská oblast vesnice Tajcy             |
| 540-012 |         | Palácové a parkové komplexy města Gatčina a jeho historické centrum | Leningradská oblast město Gatčina             |
| 540-013 |         | Přímořský klášter sv. Sergeje | Petrohrad vesnice Strelna                     |
| 540-014 |         | Palácové a parkové komplexy vesnice Strelna a její historické centrum | Petrohrad vesnice Strelna                     |
| 540-015 |         | Palácový a parkový komplex Michajlovka | Petrohrad město Petěrgof                      |
| 540-016 |         | Palácový a parkový komplex Znamenka | Petrohrad město Petěrgof                      |
| 540-017 |         | Palácové a parkové komplexy města Petěrgof a jeho historické centrum | Petrohrad město Petěrgof                      |
| 540-018 |         | Palácový a parkový komplex Vlastní chata | Petrohrad město Petěrgof                      |
| 540-019 |         | Palácový a parkový komplex Sergijevka | Petrohrad město Petěrgof                      |
| 540-020 |         | Palácové a parkové komplexy města Oranienbaum (Lomonosov) a jeho historické centrum | Petrohrad město Lomonosov                     |
| 540-021 |         | Vědecké městečko I. P. Pavlova na Koltušských výšinách | Leningradská oblast vesnice Pavlovo           |
| 540-022 |         | Statek Bogoslovka | Leningradská oblast Něvský lesopark           |
| 540-023 |         | Šuvalovský park | Petrohrad Pargolovo                           |
| 540-024 |         | Statek Vjazemských | Petrohrad Osinovaja rošča                     |
| 540-025 |         | Sestrorecký razliv, park Dubki, Sestrorecká zbrojovka | Petrohrad město Sestroreck                    |
| 540-026 |         | Dům a muzeum I. Repina "Penaty" | Petrohrad vesnice Repino                      |
| 540-027 |         | Komarovský vesnický hřbitov | Petrohrad vesnice Komarovo                    |
| 540-028 |         | Lindulovský háj | Leningradská oblast nejbližší vesnice Roščino |
| 540-029 |         | Řeka Něva se svými břehy a nábřežími | Petrohrad Leningradská oblast                 |
| 540-030 |         | Ižorský výběžek | Leningradská oblast Volosovský rajón          |
| 540-031 |         | Dudergofské výšiny | Petrohrad vesnice Možajskij                   |
| 540-032 |         | Koltušská vyvýšenina | Leningradská oblast vesnice Koltuši           |
| 540-033 |         | Jukkovská vyvýšenina | Leningradská oblast vesnice Jukki             |
| 540-034 |         | Cesty: Moskeská silnice, Kyjevská silnice, železnice Petrohrad - Pavlovsk, silnice Puškin - Gatčina, Volchonská silnice, Tallinnská silnice, Petěrgovská silnice, Ropšinská silnice, Gostilická silnice, Přímořská silnice, Vyborská silnice, Koltušská silnice, Ligovský kanál | Petrohrad Leningradská oblast                 |
| 540-035 |         | Plavební koridory: Petrovský, Kronštadtský, Zelenogorský, Mořský kanál | Petrohrad Leningradská oblast                 |
| 540-036 |         | Zelený pás Slávy a Cesta života | Petrohrad Leningradská oblast                 |